# Hydriastele hombronii
Espèce
Synonymes
- Gulubia hombronii Becc.[1]

Statut de conservation UICN

 DD  : Données insuffisantes
Hydriastele hombronii est une espèce de plantes de la famille des Arecaceae.

## Publication originale
- Kew Bulletin 59: 65. 2004.